# جو بینبریج
جو بینبریج (انگلیسی: Joe Bainbridge؛ ۱۱ مارس ۱۸۸۸ – ۱۹۵۴ (۶۵−۶۶ سال)) بازیکن فوتبال اهل بریتانیا بود.
از باشگاه‌هایی که در آن بازی کرده‌است می‌توان به باشگاه فوتبال ساوتپورت، باشگاه فوتبال بلیث اسپارتانس، و باشگاه فوتبال بلکپول اشاره کرد.